# Szwedzkie Skały (Karkonosze)
Szwedzkie Skały  (niem. Thumpsa Felsen, Tompsah Felsen, Tumpsfels, 880 m n.p.m.) – grupa skałek w Sudetach Zachodnich, w paśmie Karkonoszy.
Szwedzkie Skały znajdują się w południowo-zachodniej Polsce, w Sudetach Zachodnich, w środkowej części Karkonoszy, na północno-wschodnim zboczu Śląskiego Grzbietu, na północ od Smogorni, na prawym brzegu Myi, która płynie tu głęboko wciętą doliną. 
Składają się z dwóch silnie spękanych granitowych ostańców, o wysokości dochodzącej do 30 m. Widoczny jest cios biegnący w trzech kierunkach oraz okno skalne w jednej ze skałek.